# Yuanfeng (110-105 av. J.-C.)
Pour les articles homonymes, voir Yuanfeng.
L'ère Yuanfeng , ou Yuan-fong (110-105 av. J.-C.) (chinois traditionnel et simplifié : 元封 ; pinyin : Yuánfēng ; litt. « Premier Feng », c'est-à-dire « Première cérémonie du Fengchan ») est la sixième ère chinoise de l'empereur Wudi de la dynastie Han.
En 110 av. J.-C., au 4e mois (mois de mai), l'empereur Wudi partit sur le mont Tai pour y pratiquer la cérémonie du fengchan, un ancien rituel lors duquel l'empereur fait connaître son intronisation au ciel et à la terre et leur offre un sacrifice en remerciement pour la paix dans l'empire. À son retour, il proclama l'ère Yuanfeng (le caractère feng étant le même que dans fengchan). Ce changement d'ère fut le premier officialisé par ordre impérial.

## Chronique
1re année (110 av. J.-C.)
- 4e mois (mai) : l'empereur Wudi se rend sur le mont Tai pour y célébrer le fengchan.
- Les Han capturent le royaume de Minyue et mettent fin à leur dynastie.
- Mort de Liu Hong, prince de Qi

2de année
- Yang Pu et Xun Zhi sont envoyés attaquer le Gojoseon (actuelle Corée du Nord).

3e année (108 av. J.-C.)
les troupes de Wudi viennent à bout de Ugeo, le roi du Joseon de Wiman. Tout le Gojoseon tombe et la Corée du Nord est divisé en quatre districts (les « quatre districts des Han ») : Lelang, Xuantu, Lintun et Zhenfan.
4e année (107 av. J.-C.)
- mort de Liu Duan, alias Liu Taigong, prince de Jiaoxi.

| Yuanfeng               | 1re année     | 2de année     | 3e année      | 4e année      | 5e année      | 6e année      |
| ---------------------- | ------------- | ------------- | ------------- | ------------- | ------------- | ------------- |
| Calendrier julien      | 110 av. J.-C. | 109 av. J.-C. | 108 av. J.-C. | 107 av. J.-C. | 106 av. J.-C. | 105 av. J.-C. |
| Calendrier sexagésimal | Xinwei        | Renshen       | Guiyou        | Jiaxu         | Yihai         | Bingzi        |